# Воронино (Оленинский район)
Воронино — деревня в Оленинском муниципальном округе Тверской области, до 2019 года входила в состав Гришинского сельского поселения.

## География
Деревня расположена в 5 км на юг от посёлка Оленино.

## История
В конце XIX — начале XX века деревня входила в состав Тереховской волости Ржевского уезда Тверской губернии. 
С 1929 года деревня являлась центром Воронинского сельсовета Оленинского района Ржевского округа Московской области, с 1935 года — в составе Калининской области, с 1994 года — центр Воронинского сельского округа, с 2005 года — в составе Гришинского сельского поселения, с 2019 года — в составе Оленинского муниципального округа.

## Население
| 1859 | 1883 | 1920 | 1997 | 2002 | 2010 |
| ---- | ---- | ---- | ---- | ---- | ---- |
| 173  | ↗216 | ↗355 | ↘191 | ↘148 | ↘96  |

## Инфраструктура
В деревне находится фельдшерско-акушерский пункт, отделение почтовой связи.